# Stedelijke randwegen in Spanje
De Stedelijke randwegen in Spanje zijn een vereenvoudigde variant van de autovías welke in de buurt van grote steden liggen. De meeste van deze wegen staan onder beheer van het Ministerio de Fomento maar een aantal worden regionaal, CV-30 bij Valencia, of zelfs lokaal beheerd, M-30 bij Madrid.
De naamgeving heeft de codering van een normale Spaanse regionale of een lokale weg. Al deze wegen, met uitzondering van de M-12, zijn geen tolwegen.
Ook zijn er uitzonderingen met betrekking tot de kleur van de bebording. Bij, bijvoorbeeld, Badajoz en Cáceres zijn deze wegen hernoemd vanuit de oude naamgeving voor nationale wegen waardoor de bebording langs deze wegen rood is in plaats van blauw.

## Stedelijke Randweg van

### A Coruña
| Nummer | E-nummer | Aansluiting                                     | Route | Bijzonderheden |
| ------ | -------- | ----------------------------------------------- | ----- | -------------- |
| AC-10  |          | Aansluiting AC-11 –AC-12                        |       |                |
| AC-11  |          | Verbinding met centrum van A Coruña             |       |                |
| AC-12  |          | Verbinding met N-VI en La Coruña por Casablanca |       |                |
| AC-14  |          | Verbinding met A Coruña                         |       |                |

### Alicante
| Nummer | E-nummer | Aansluiting                                           | Route | Bijzonderheden |
| ------ | -------- | ----------------------------------------------------- | ----- | -------------- |
| A-70   |          | Randweg van Alicante                                  |       |                |
| A-77   |          | Verbinding met noordwesten van Allicante vanaf de A-7 |       |                |
| A-78   |          | Autovía Elx – Crivillente                             |       |                |
| A-79   |          | Autovía Alicante – Elx                                |       |                |

### Almería
| Nummer | E-nummer | Aansluiting                             | Route | Bijzonderheden |
| ------ | -------- | --------------------------------------- | ----- | -------------- |
| AL-12  |          | Verbinding met het oosten van Almería   |       |                |
| AL-14  |          | Verbinding met tot de haven van Almería |       |                |

### Avilés
| Nummer | E-nummer | Aansluiting                          | Route | Bijzonderheden |
| ------ | -------- | ------------------------------------ | ----- | -------------- |
| AI-81  |          | Verbinding met het oosten van Avilés |       |                |

### Badajoz
| Nummer | E-nummer | Aansluiting                           | Route | Bijzonderheden |
| ------ | -------- | ------------------------------------- | ----- | -------------- |
| BA-11  |          | Verbinding met het zuiden van Badajoz |       |                |
| BA-20  |          | Randweg van Badajoz                   |       |                |

### Barcelona
| Nummer | E-nummer | Aansluiting     | Route | Bijzonderheden |
| ------ | -------- | --------------- | ----- | -------------- |
| B-10   |          | "Ronda Litoral" |       |                |
| B-20   |          | "Ronda de Dalt" |       |                |

### Burgos
| Nummer | E-nummer | Aansluiting                          | Route | Bijzonderheden |
| ------ | -------- | ------------------------------------ | ----- | -------------- |
| BU-11  |          | Verbinding met het zuiden van Burgos |       |                |
| BU-30  |          | Randweg van Burgos                   |       |                |

### Cáceres
| Nummer | E-nummer | Aansluiting                            | Route | Bijzonderheden |
| ------ | -------- | -------------------------------------- | ----- | -------------- |
| CC-11  |          | Verbinding met het noorden van Cáceres |       |                |
| CC-21  |          | Verbinding met het westen van Cáceres  |       |                |
| CC-23  |          | Verbinding met het oosten van Cáceres  |       |                |

### Cádiz
| Nummer | E-nummer | Aansluiting                                      | Route | Bijzonderheden |
| ------ | -------- | ------------------------------------------------ | ----- | -------------- |
| CA-31  |          | Verbinding met het noorden van l Pto. Sta. María |       |                |
| CA-32  |          | Verbinding met het zuiden van l Pto. Sta. María  |       |                |
| CA-33  |          | Verbinding met Cádiz vanuit San Fernando         |       |                |
| CA-34  |          | Verbinding met Gibraltar                         |       |                |
| CA-35  |          | Verbinding met Cádiz vanaf de AP-4               |       |                |

### Cartagena
| Nummer | E-nummer | Aansluiting                                    | Route | Bijzonderheden |
| ------ | -------- | ---------------------------------------------- | ----- | -------------- |
| CT-31  |          | Verbinding met het westen van Cartagena        |       |                |
| CT-32  |          | Verbinding met het oosten van Cartagena        |       |                |
| CT-33  |          | Verbinding met ‘’a la Dársena de Cartagena’’   |       |                |
| CT-34  |          | Verbinding met ‘’a la Dársena de Escombreras’’ |       |                |

### Castellón de la Plana
| Nummer | E-nummer | Aansluiting                           | Route | Bijzonderheden |
| ------ | -------- | ------------------------------------- | ----- | -------------- |
| CS-22  |          | Verbinding met de haven van Castellón |       |                |

### Córdoba
| Nummer | E-nummer | Aansluiting                              | Route | Bijzonderheden |
| ------ | -------- | ---------------------------------------- | ----- | -------------- |
| CO-31  |          | Verbinding met het noorden van Córdoba   |       |                |
| CO-32  |          | Verbinding met het vliegveld van Córdoba |       |                |

### Cuenca
| Nummer | E-nummer | Aansluiting                         | Route | Bijzonderheden |
| ------ | -------- | ----------------------------------- | ----- | -------------- |
| CU-11  |          | Verbinding met Cuenca vanaf de A-40 |       |                |

### Elche
| Nummer | E-nummer | Aansluiting       | Route | Bijzonderheden |
| ------ | -------- | ----------------- | ----- | -------------- |
| EL-20  |          | Rondweg van Elche |       |                |

### Ferrol
| Nummer | E-nummer | Aansluiting                          | Route | Bijzonderheden |
| ------ | -------- | ------------------------------------ | ----- | -------------- |
| FE-11  |          |                                      |       |                |
| FE-12  |          |                                      |       |                |
| FE-13  |          | Verbinding met het oosten van Ferrol |       |                |
| FE-14  |          | Verbinding met zuidwesten van Ferrol |       |                |

### Gijón
| Nummer | E-nummer | Aansluiting                         | Route | Bijzonderheden |
| ------ | -------- | ----------------------------------- | ----- | -------------- |
| GJ-10  |          | ’’Ronda Interior de Gijón’’         |       |                |
| GJ-20  |          | ’’Ronda’’ west                      |       |                |
| GJ-81  |          | Verbinding met het zuiden van Gijón |       |                |

### Granada
| Nummer | E-nummer | Aansluiting                                 | Route | Bijzonderheden |
| ------ | -------- | ------------------------------------------- | ----- | -------------- |
| GR-12  |          | Verbinding met het vliegveld van Granada    |       |                |
| GR-14  |          | Westelijke toegang van ‘’Puerto de Motril’’ |       |                |
| GR-16  |          | Oostelijke toegang met ‘’Puerto de Motril’’ |       |                |
| GR-30  |          | Tweede randweg van Granada                  |       |                |
| GR-43  |          | Verbinding met Granada vanaf de N-432       |       |                |

### Guadalajara
| Nummer | E-nummer | Aansluiting                    | Route | Bijzonderheden |
| ------ | -------- | ------------------------------ | ----- | -------------- |
| CM-10  |          | ’’Ronda Norte de Guadalajara’’ |       |                |

### Huelva
| Nummer | E-nummer | Aansluiting                         | Route | Bijzonderheden |
| ------ | -------- | ----------------------------------- | ----- | -------------- |
| H-30   |          | Randweg van Huelva                  |       |                |
| H-31   |          | Verbinding met Huelva vanaf de A-49 |       |                |

### Ibiza
| Nummer | E-nummer | Aansluiting                                 | Route | Bijzonderheden                       |
| ------ | -------- | ------------------------------------------- | ----- | ------------------------------------ |
| E-20   |          | Randweg van Ibiza Circumval·lació d'Eivissa |       | Eigendom van de eilandraad van Ibiza |

### Jaén
| Nummer | E-nummer | Aansluiting                         | Route | Bijzonderheden |
| ------ | -------- | ----------------------------------- | ----- | -------------- |
| J-12   |          | Verbinding met het noorden van Jaén |       |                |
| J-14   |          | Verbinding met het oosten van Jaén  |       |                |

### Las Palmas de Gran Canaria
| Nummer | E-nummer | Aansluiting                    | Route | Bijzonderheden                                          |
| ------ | -------- | ------------------------------ | ----- | ------------------------------------------------------- |
| GC-3   |          | Randweg van Las Palmas de G.C. |       | Voert langs het stadhuis van Las Palmas de Gran Canaria |

### León
| Nummer | E-nummer | Aansluiting                  | Route | Bijzonderheden |
| ------ | -------- | ---------------------------- | ----- | -------------- |
| LE-12  |          | Verbinding met LE-20 – LE-30 |       |                |
| LE-20  |          | Eerste ringweg van León      |       |                |
| LE-30  |          | Tweede ringweg van León      |       |                |

### Lleida
| Nummer | E-nummer | Aansluiting                                             | Route | Bijzonderheden |
| ------ | -------- | ------------------------------------------------------- | ----- | -------------- |
| LL-11  |          | Verbinding met het oosten van Lleida Accés est a Lleida |       |                |
| LL-12  |          | Verbinding met het zuiden van Lleida Accés sud a Lleida |       |                |

### Logroño
| Nummer | E-nummer | Aansluiting         | Route | Bijzonderheden |
| ------ | -------- | ------------------- | ----- | -------------- |
| LO-20  |          | Randweg van Logroño |       |                |

### Lugo
| Nummer | E-nummer | Aansluiting                               | Route | Bijzonderheden |
| ------ | -------- | ----------------------------------------- | ----- | -------------- |
| LU-11  |          | Verbinding vanuit het zuidwesten met Lugo |       |                |

### Madrid
| Nummer | E-nummer | Aansluiting                                                | Route                 | Bijzonderheden                      |
| ------ | -------- | ---------------------------------------------------------- | --------------------- | ----------------------------------- |
| M-11   |          | Verbinding vanuit het westen met Aeropuerto Madrid-Barajas |                       |                                     |
| M-12   |          | Randweg langs vliegveld ’’Eje del Aeropuerto’’             |                       | De enige randweg in Spanje met tol  |
| M-13   |          |                                                            |                       |                                     |
| M-14   |          | Verbinding vanuit het zuiden met Aeropuerto Madrid-Barajas |                       |                                     |
| M-21   |          | Aansluiting M-40 – M-50                                    |                       |                                     |
| M-22   |          |                                                            |                       |                                     |
| M-23   |          | Aansluiting C/ O'Donnell – R-3                             |                       |                                     |
| M-30   |          | Derde ring van Madrid                                      | Rondweg (Km 0 en A-1) | Eigendom van Ayuntamiento de Madrid |
| M-31   |          | Aansluiting M-40 – M-45\| - M-50\|                         |                       |                                     |
| M-40   |          | Vierde randweg van Madrid                                  |                       |                                     |
| M-45   |          | verbindt afrit 32 van de M-40 met Coslada                  |                       | Eigendom van de regio Madrid        |
| M-50   |          | Vijfde randweg van Madrid                                  |                       |                                     |
| M-60   |          | Zesde randweg van Madrid                                   |                       | Gepland                             |

### Málaga
| Nummer | E-nummer | Aansluiting                                               | Route | Bijzonderheden |
| ------ | -------- | --------------------------------------------------------- | ----- | -------------- |
| MA-20  |          | Randweg van Málaga                                        |       |                |
| MA-21  |          | Autovía Málaga – Torremolinos                             |       |                |
| MA-22  |          | Verbinding met de haven van Málaga                        |       |                |
| MA-23  |          | Verbinding vanuit het zuiden met het vliegveld van Málaga |       |                |
| MA-24  |          | Verbinding met het oosten van Málaga                      |       |                |
| MA-40  |          | ‘’Hiperronda de Málaga’’                                  |       |                |

### Mérida
| Nummer | E-nummer | Aansluiting                           | Route | Bijzonderheden |
| ------ | -------- | ------------------------------------- | ----- | -------------- |
| ME-11  |          | Verbinding met het noorden van Mérida |       |                |

### Murcia
| Nummer | E-nummer | Aansluiting                              | Route | Bijzonderheden |
| ------ | -------- | ---------------------------------------- | ----- | -------------- |
| MU-30  |          | Randweg van Murcia                       |       |                |
| MU-31  |          | Verbinding met het zuidwesten van Murcia |       |                |

### Ourense
| Nummer | E-nummer | Aansluiting                        | Route | Bijzonderheden |
| ------ | -------- | ---------------------------------- | ----- | -------------- |
| OU-11  |          | Verbinding met centrum van Ourense |       |                |

### Oviedo
| Nummer | E-nummer | Aansluiting                          | Route                             | Bijzonderheden |
| ------ | -------- | ------------------------------------ | --------------------------------- | -------------- |
| O-11   |          | Verbinding met het oosten van Oviedo | A-66 - Oviedo (Ronda Sur)         |                |
| O-12   |          | Verbinding met het zuiden van Oviedo | A-66 - Oviedo (Av. de León)       |                |
| O-13   |          | Verbinding met het westen van Oviedo | A-66 - Oviedo (C/ General Elorza) |                |

### Palencia
| Nummer | E-nummer | Aansluiting                            | Route                                                     | Bijzonderheden |
| ------ | -------- | -------------------------------------- | --------------------------------------------------------- | -------------- |
| P-11   |          | Verbinding met het zuiden van Palencia | A-67 (Villamueriel de Cerrato) - Palencia (Av. de Madrid) |                |

### Palma
| Nummer | E-nummer | Aansluiting    | Route | Bijzonderheden                               |
| ------ | -------- | -------------- | ----- | -------------------------------------------- |
| MA-20  |          | Vía de Cintura |       | Perteneciente al Consell Insular de Mallorca |

### Pamplona
| Nummer | E-nummer | Aansluiting                            | Route | Bijzonderheden                       |
| ------ | -------- | -------------------------------------- | ----- | ------------------------------------ |
| PA-30  |          | Randweg van Pamplona                   |       | Eigendom van de regering van Navarra |
| PA-31  |          | Verbinding met het zuiden van Pamplona |       | Eigendom van de regering van Navarra |
| PA-32  |          | Verbinding met zuidwesten van Pamplona |       | Eigendom van de regering van Navarra |
| PA-33  |          | Verbinding met het oosten van Pamplona |       | Eigendom van de regering van Navarra |
| PA-34  |          | Verbinding met het westen van Pamplona |       | Eigendom van de regering van Navarra |

### Pontevedra
| Nummer | E-nummer | Aansluiting                                 | Route | Bijzonderheden |
| ------ | -------- | ------------------------------------------- | ----- | -------------- |
| PO-10  |          | Randweg van Pontevedra                      |       |                |
| PO-11  |          | Verbinding met de haven ‘’Puerto de Marín’’ |       |                |
| PO-12  |          | Verbinding met het westen van Pontevedra    |       |                |

### Salamanca
| Nummer | E-nummer | Aansluiting                              | Route | Bijzonderheden |
| ------ | -------- | ---------------------------------------- | ----- | -------------- |
| SA-11  |          | Verbinding met het noorden van Salamanca |       |                |
| SA-20  |          | Randweg van Salamanca                    |       |                |

### Santa Cruz de Tenerife
| Nummer | E-nummer | Aansluiting                             | Route | Bijzonderheden                        |
| ------ | -------- | --------------------------------------- | ----- | ------------------------------------- |
| TF-2   |          | Noord-zuidverbinding                    |       | Eigendom van het bestuur van Tenerife |
| TF-4   |          | Autovía in het zuiden bij het vliegveld |       | Eigendom van het bestuur van Tenerife |
| TF-11  |          | Autovía bij de haven tot San Andrés     |       | Eigendom van het bestuur van Tenerife |

### Santander
| Nummer | E-nummer | Aansluiting                                              | Route | Bijzonderheden                 |
| ------ | -------- | -------------------------------------------------------- | ----- | ------------------------------ |
| S-10   |          | Verbinding met het oosten van Santander                  |       |                                |
| S-20   |          | Verbinding met het westen van Santander                  |       |                                |
| S-30   |          | Rondweg rond de baai, ’’Ronda de la Bahía de Santander’’ |       | In aanbouw (gereed medio 2010) |

### Santiago de Compostella
| Nummer | E-nummer | Aansluiting                                          | Route | Bijzonderheden |
| ------ | -------- | ---------------------------------------------------- | ----- | -------------- |
| SC-11  |          |                                                      |       |                |
| SC-12  |          |                                                      |       |                |
| SC-14  |          | Verbinding met het vliegveld van Stgo. de Compostela |       |                |
| SC-20  |          | Randweg van Stgo. de Compostela                      |       |                |

### Segovia
| Nummer | E-nummer | Aansluiting         | Route | Bijzonderheden |
| ------ | -------- | ------------------- | ----- | -------------- |
| SG-20  |          | Randweg van Segovia |       |                |

### Sevilla
| Nummer | E-nummer | Aansluiting                     | Route                      | Bijzonderheden |
| ------ | -------- | ------------------------------- | -------------------------- | -------------- |
| SE-20  |          | ’’Ronda Supernorte de Sevilla’’ |                            |                |
| SE-30  |          | Rondweg van Sevilla             | Vía circular (Km 0 en A-4) |                |
| SE-40  |          | Randweg van Sevilla             |                            |                |

### Soria
| Nummer | E-nummer | Aansluiting       | Route | Bijzonderheden |
| ------ | -------- | ----------------- | ----- | -------------- |
| SO-20  |          | Randweg van Soria |       |                |

### Tarragona
| Nummer | E-nummer | Aansluiting                                       | Route | Bijzonderheden |
| ------ | -------- | ------------------------------------------------- | ----- | -------------- |
| T-11   |          | Snelweg Tarragona – Reus Autovia Tarragona - Reus |       |                |

### Toledo
| Nummer | E-nummer | Aansluiting                          | Route | Bijzonderheden |
| ------ | -------- | ------------------------------------ | ----- | -------------- |
| TO-20  |          | Randweg van Toledo                   |       |                |
| TO-21  |          | Verbinding met het westen van Toledo |       |                |
| TO-22  |          | Verbinding met Toledo via de AP-41   |       |                |
| TO-23  |          | Verbinding met het oosten van Toledo |       |                |

### Torrelavega
| Nummer | E-nummer | Aansluiting                                    | Route | Bijzonderheden |
| ------ | -------- | ---------------------------------------------- | ----- | -------------- |
| TR-10  |          | Verbinding met het noordoosten van Torrelavega |       |                |

### Valencia
| Nummer | E-nummer | Aansluiting                                | Route                                             | Bijzonderheden                      |
| ------ | -------- | ------------------------------------------ | ------------------------------------------------- | ----------------------------------- |
| V-11   |          | Verbinding met het vliegveld van Valencia  | A-3 (Quart de P.) - vliegveld van Vaencia (N-225) |                                     |
| V-15   |          | Verbinding met het zuidoosten van Valencia |                                                   |                                     |
| V-21   |          | Verbinding met het noorden van Valencia    | A-7 (Puzol) - Valencia (Av. de Cataluña)          |                                     |
| V-23   |          | Verbinding met a Puzol y A-23 desde V-21   | V-21 (Puçol) - A-23 (Sagunt)                      |                                     |
| V-30   |          | Randweg van Valencia                       | N-335 (Pinedo) - A-7 (Pol. Fuente El Jarro)       |                                     |
| CV-30  |          | Ronda Norte de Valencia                    |                                                   | Eigendom van Generalitat Valenciana |
| V-31   |          | Verbinding met het zuiden van Valencia     | A-7 (Silla) - Valencia (Av. Ausiàs March)         |                                     |

### Valladolid
| Nummer | E-nummer | Aansluiting                              | Route | Bijzonderheden |
| ------ | -------- | ---------------------------------------- | ----- | -------------- |
| VA-11  |          | Verbinding met het oosten van Valladolid |       |                |
| VA-12  |          | Verbinding met het zuiden van Valladolid |       |                |
| VA-20  |          | Ringweg van Valladolid                   |       |                |
| VA-30  |          | Tweede ringweg van Valladolid            |       |                |

### Zamora
| Nummer | E-nummer | Aansluiting                           | Route | Bijzonderheden |
| ------ | -------- | ------------------------------------- | ----- | -------------- |
| ZA-11  |          | Verbinding met het noorden van Zamora |       |                |
| ZA-12  |          | Verbinding met het oosten van Zamora  |       |                |
| ZA-13  |          | Verbinding met het zuiden van Zamora  |       |                |
| ZA-30  |          | Ringweg van Zamora                    |       |                |

### Zaragoza
| Nummer | E-nummer | Aansluiting                                    | Route | Bijzonderheden |
| ------ | -------- | ---------------------------------------------- | ----- | -------------- |
| Z-30   |          | Derde ring van Zaragoza Ronda de la Hispanidad |       |                |
| Z-32   |          | Verbinding N-232 – AP-68                       |       |                |
| Z-40   |          | Vierde ring van Zaragoza                       |       |                |
| Z-50   |          | Vijfde ring van Zaragoza                       |       | Gepland        |